# Medalha James Craig Watson

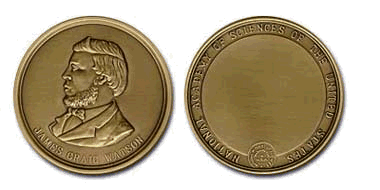
Medalha James Craig Watson

A Medalha James Craig Watson foi instituída pelo legado de James Craig Watson, concedida pela Academia Nacional de Ciências dos Estados Unidos para contribuições em astronomia.

## Laureados[1]
- 1887 - Benjamin Apthorp Gould
- 1889 - Ed Schoenfeld
- 1891 - Arthur Auwers
- 1894 - Seth Carlo Chandler
- 1899 - David Gill
- 1913 - Jacobus Kapteyn
- 1916 - Armin Otto Leuschner
- 1924 - Carl Charlier
- 1929 - Willem de Sitter
- 1936 - Ernest William Brown
- 1948 - Samuel Alfred Mitchell
- 1951 - Herbert R. Morgan
- 1955 - Chester Burleigh Watts
- 1957 - George Van Biesbroeck
- 1960 - Yusuke Hagihara
- 1961 - Otto Heckmann
- 1964 - Willem Jacob Luyten
- 1965 - Paul Herget
- 1966 - Wallace John Eckert
- 1969 - Jürgen Moser
- 1972 - André Deprit
- 1975 - Gerald Maurice Clemence
- 1979 - Charles Kowal
- 1982 - Stanton Jerrold Peale
- 1985 - Kent Ford
- 1988 - Robert Benjamin Leighton
- 1991 - Maarten Schmidt
- 1994 - Yasuo Tanaka
- 1998 - Carolyn Shoemaker e Eugene Shoemaker
- 2001 - David Todd Wilkinson
- 2004 - Vera Rubin
- 2007 - Michael Skrutskie e Roc Cutri
- 2010 - Margaret Geller
- 2012 - Jeremiah Paul Ostriker
- 2014 - Robert Kirshner
- 2016 - Timothy M. Brown
- 2018 - Ewine van Dishoeck
- 2020 - Lisa Kewley